# Julian Gressel
Julian Gressel (* 16. Dezember 1993 in Neustadt an der Aisch) ist ein deutsch-US-amerikanischer Fußballspieler. Er spielt seit April 2025 in den USA für das MLS-Franchise Minnesota United und seit Januar 2023 für die US-amerikanische Nationalmannschaft.

## Vereinskarriere

### Amateur in Deutschland
Gressel begann das Fußballspielen in seiner Geburtsstadt beim TSV Neustadt/Aisch. Im Alter von neun Jahren wechselte er in die Jugend der SpVgg Greuther Fürth, im Jahr 2009 in die B-Jugend der SG Quelle Fürth.
Zur Saison 2011/12 kehrte Gressel zum TSV Neustadt/Aisch zurück, dessen erste Herrenmannschaft in der sechstklassigen Landesliga Bayern spielte. Zur Saison 2012/13 wechselte er in die viertklassige Regionalliga Bayern zum FC Eintracht Bamberg. Er kam auf 32 Einsätze (29-mal in der Startelf), in denen er ein Tor erzielte.

### College-Fußball in den Vereinigten Staaten
Im Jahr 2013 zog Gressel in die Vereinigten Staaten, um Fußball und Studium an einem College zu verbinden. Am Providence College in Providence, Rhode Island, spielte er für die Providence Friars in der NCAA Division I. Bei seinem Debüt am 30. August 2013 erzielte er ein Tor. In seiner Premierensaison gehörte er in allen 22 Spielen der Startelf an. Der Durchbruch gelang ihm in seinem letzten Collegejahr: In dieser Spielzeit erzielte er insgesamt 15 Tore und gab sechs Torvorlagen. Da er die meisten Tore in der NCAA Division I erzielt hatte, wurde er im Jahr 2016 mit dem Golden Boot ausgezeichnet. In vier College-Spielzeiten erzielte Gressel in insgesamt 84 Spielen 30 Tore.

### Major League Soccer
Beim MLS SuperDraft 2017 wurde er von Atlanta United in der ersten Runde als achter Pick ausgewählt. Sein Debüt für den Verein gab er beim ersten MLS Spiel des Franchises am 6. März 2017. In seiner Premierenspielzeit 2017 erreichte er mit Atlanta United Platz vier und damit die Teilnahme an den Playoffs. Nach seinem ersten Jahr in der Major League Soccer gewann Gressel mit großem Vorsprung die Wahl zum Rookie of the Year. Er ist damit bis heute der einzige Europäer der diese Auszeichnung bekommen hat (Stand Juni 2024). In seiner zweiten Spielzeit erzielte er vier Tore in 33 Spielen der Regular Season und bereitete zwölf weitere vor. Mit Atlanta United gewannen er und Kevin Kratz 2018 als erste Deutsche den MLS Cup, nachdem Gressel beim 2:0-Sieg über die Portland Timbers 90 Minuten gespielt hatte. In der CONCACAF Champions League 2019 scheiterte der Mittelfeldspieler mit der Mannschaft im Viertelfinale am CF Monterrey, in den Liga-Play-offs am Toronto FC. Anschließend wurde seine Vertragslaufzeit um ein Jahr verlängert.
Am 21. Januar 2020 wechselte Gressel innerhalb der Eastern Conference vorzeitig zu D.C. United, obwohl sein Vertrag mit Atlanta United noch bis Jahresende 2020 lief. Für den Wechsel zahlte D.C. United eine Ablösesumme von umgerechnet etwa 700.000 Euro. Als er in Washington, D.C. unter dem neuen Trainer Wayne Rooney nicht mehr ins System passte, wechselte er im Juli 2022 nach Kanada zu den in der Western Conference spielenden Vancouver Whitecaps. Eine Woche später gewann er mit der Mannschaft das Finale um die Kanadische Meisterschaft gegen den Toronto FC. Beim 5:3-Sieg im Elfmeterschießen verwandelte er seinen Schuss zum 3:2.
Im Juli 2023 wechselte er für 550.000 Dollar zurück in die USA zur Columbus Crew. Zur neuen Saison verließ er den Verein.
Im Januar 2024 wechselte er zu Inter Miami, im April 2025 zu Minnesota United.

## Nationalmannschaftskarriere
Am 25. Januar 2023 debütierte Gressel in der US-amerikanischen Nationalmannschaft, die das in Los Angeles ausgetragene Freundschaftsspiel gegen die Nationalmannschaft Serbiens mit 1:2 verlor. Da das Testspiel nicht in einer offiziellen FIFA-Abstellungsperiode stattfand, waren für die US-Mannschaft kaum Spieler von europäischen Vereinen nominiert worden.

## Erfolge

### Atlanta United
- MLS-Cup-Sieger 2018
- U.S.-Open-Cup-Sieger 2019
- Campeones-Cup-Sieger 2019

### Vancouver Whitecaps
- Kanadischer Meister 2022, 2023

### Columbus Crew
- MLS Cup-Sieger 2023

### Inter Miami
- MLS-Supporters-Shield-Sieger: 2024

### Individuell
- MLS Rookie of the Year: 2017[16]
- George Gross Memorial Trophy (MVP der Canadian Championship): 2023[17]

## Privates
Gressel heiratete 2018 eine US-Amerikanerin und besitzt seit November 2022 neben der deutschen Staatsangehörigkeit auch die Staatsbürgerschaft der Vereinigten Staaten.